# Eden (rzeka w Kumbrii)
Eden (ang. River Eden) – rzeka w północno-zachodniej Anglii, w hrabstwie Kumbria. Długość rzeki wynosi 145 km.
Źródła rzeki znajdują się w Mallerstang. Rzeka płynie w kierunku północno-zachodnim, w dolinie między wyżynną krainą Lake District na zachodzie a pasmem Gór Pennińskich na wschodzie. Przepływa przez miasta Kirkby Stephen, Appleby-in-Westmorland oraz Carlisle. Uchodzi do zatoki Solway Firth, nieopodal Bowness-on-Solway.
Rzeka nie jest żeglowna. Niemal na całej jej długości towarzyszy jej linia kolejowa Settle to Carlisle Line.